# سوماریوا پرنو
سوماریوا پرنو (به ایتالیایی: Sommariva Perno) یک کومونه در ایتالیا است که در استان کونیو واقع شده‌است.

## خصوصیات
سوماریوا پرنو ۱۷٫۴ کیلومترمربع مساحت و ۲٬۸۰۰ نفر جمعیت دارد و ۳۸۹ متر بالاتر از سطح دریا واقع شده‌است.